# بينيتو إراولا زامبرانو
بينيتو إراولا زامبرانو (بالإسبانية: Benito Zambrano)‏ هو مصور سينمائي وكاتب سيناريو ومخرج إسباني، ولد في 20 مارس 1965 في نبريشة في إسبانيا.

## وصلات خارجية
- بينيتو إراولا زامبرانو على موقع IMDb (الإنجليزية)
- بينيتو إراولا زامبرانو على موقع ألو سيني (الفرنسية)
- بينيتو إراولا زامبرانو على موقع أول موفي (الإنجليزية)
- بينيتو إراولا زامبرانو على موقع قاعدة بيانات الأفلام السويدية (السويدية)
- بينيتو إراولا زامبرانو على موقع قاعدة بيانات الفيلم (الإنجليزية)
- بينيتو إراولا زامبرانو على موقع كينوبويسك (الروسية)